# Two and a Half Men (12.ª temporada)
A décima segunda e última temporada de Two and a Half Men estreou em 2014 e é composta por 15 episódios.

## Episódios
| Nº # | Episódio # | Título                                  | Dirigido por  | Escrito por                                                                                  | Audiência EUA (milhões) | Data de Lançamento      | Código de Produção |
| --- | ---------- | --------------------------------------- | ------------- | -------------------------------------------------------------------------------------------- | ----------------------- | ----------------------- | ------------------ |
| 247 | 1          | "The Ol' Mexican Spinach"               | James Widdoes | Chuck Lorre, Lee Aronsohn, & Warren Bell - Don Reo, Jim Patterson & Steve Tompkins           | 10.29                   | 30 de outubro de 2015   |                    |
| Walden, vestido como um Zumbi Elvis, e Alan, vestido como Duckie de Pretty in Pink (um papel em que Cryer realmente atuou), mas confundido com Ferris Bueller, estão se preparando para uma festa de Halloween, quando Walden sofre um ataque cardíaco leve. Alan e Berta ambos se sentar na sala de espera do hospital e se preocupam com seu amigo. Embora o médico diz que ele deve fazer uma recuperação completa, Walden começa a repensar sua vida e decide que quer uma criança. Ele visita um advogado de adoção (Aisha Tyler), que lhe diz que o sistema é manipulado contra homens solteiros adotando crianças. Ter um casamento fracassado e duas outras mulheres em seu passado que fugiram, Walden está em um impasse, então ele propõe a Alan. - Título de: Alan, referindo-se ao hábito de fumar pot-de Walden enquanto fala ao EMT na ambulância. |            |                                         |               |                                                                                              |                         |                         |                    |
| 247 | 2          | "A Chic Bar in Ibiza"                   | James Widdoes | Lee Aronsohn, Don Reo, & Jim Patterson - Tim Kelleher, Saladin K. Patterson, & Jim Vallely   | 9.12                    | 6 de novembro de 2014   |                    |
| Depois de pensar sobre a proposta, Alan concorda em casar com Walden. De acordo com Walden, Alan tem 9 das 10 coisas que ele quer em um cônjuge. Eles dão a notícia a suas mães, Berta, e Jenny, que estão todos chocados com o seu anúncio. Como Alan está a planejar o seu casamento perfeito, Walden elabora planos de cerimônia e da lua de mel. Walden explica que eles têm um "acordo comercial" e o casamento será em um tribunal. Walden, em seguida, traz Alan um sinal para o pré-nupcial. Alan está ferido que Walden não confia nele, e foge. Evelyn diz Alan para não assinar qualquer coisa, dizendo que ela não assina qualquer coisa quando ela se casou recentemente com Marty Pepper. A mãe de Walden Robin tenta definir-lo tanto com sua mulher ou assistente masculino. Alan retorna e eles pedem desculpas um ao outro. Alan assina o documento, concordando que Walden é o único com ativos no valor de proteção, e eles confirmam uns aos outros que eles são melhores amigos. Para dar Alan um casamento memorável, embora seja com um juiz, Walden recebe Michael Bolton para cantar. Walden surpreende Alan com votos preparados e até mesmo o beija depois que eles forem anunciados casados. Mais tarde, depois de uma noite de festa selvagem, Robin e Evelyn esgueirar-se para fora da casa depois de participar de um trio com Bolton. - Título de: Alan, depois de Walden cancelar seus planos de lua de mel, perguntando-se em voz alta se "Tribunal" é o nome de um elegante bar em Ibiza. |            |                                         |               |                                                                                              |                         |                         |                    |
| 249 | 3          | "Glamping in a Yurt"                    | James Widdoes | Saladin K. Patterson, Matt Ross, & Max Searle - Don Reo, Jim Patterson, & Jim Vallely        | 8.75                    | 13 de novembro de 2014  |                    |
| Walden e Alan estão programados para se encontrar com assistente social Ms. McMartin (Maggie Lawson) para adotar uma criança. Jenny diz que eles realmente terão de "mostrar" o seu casamento gay. Ela decide morar com Evelyn, enquanto Walden e Alan se prepararam para adoção. Quando a Sra McMartin diz que quer visitar a casa, Walden e Alan "prática" ser gay. Lyndsey complica as coisas quando ela retorna depois de passar 60 dias na reabilitação, e diz que quer voltar com Alan. Alan diz que agora está casado com a Walden. No dia Ms. McMartin chega e discute sobre coisas de cozinha, agora bêbado Lyndsey chega à porta, dizendo que se Alan está casado com Walden para ajudá-lo a ter uma criança, ela e Alan ainda podem ter relações sexuais no lado. Alan rapidamente esconde-la em seu quarto onde ela passa para fora. Ela é visto mais tarde no deck apenas com sutiã, Walden e Alan tentar distrair Ms. McMartin. McMartin finalmente vê Lyndsey na porta da frente, mas Jenny salva o dia, fingindo que é uma vizinha e Lyndsey é seu amiga bêbada. Mais tarde, Walden feliz diz para Alan que eles foram aprovados para adoção. - Título de: Alan, descrevendo a assistente social algumas de suas coisas favoritas a fazer com "Wally-bear". |            |                                         |               |                                                                                              |                         |                         |                    |
| 250 | 4          | "Thirty-Eight, Sixty-Two, Thirty-Eight" | James Widdoes | Don Reo, Jim Patterson, & Steve Tompkins - Warren Bell, Matt Ross, & Max Searle              | 8.62                    | 20 de novembro de 2014  |                    |
| Depois de Walden ter que mostrar a casa e passar na inspecção da Sra McMartin, ela diz que há uma estudante universitária grávida chamada Kathy que quer desistir de seu bebê. Kathy encontra Walden e Alan e sente que eles são o casal perfeito para criar seu filho. Erva, Barry, e Larry se juntam Walden e Alan para comemorar. Larry estando confuso de alguma forma acha que Alan e Walden estão tendo seu próprio filho. Todos os homens vão para o hospital para ver o recém-nascido. Walden começa a segurar o bebé, pouco antes Kathy dizer que ela mudou de ideia e quer ficar com ele. - Título de: Alan, descrevendo a mulher perfeita como ele discute seu fetiche gravidez. |            |                                         |               |                                                                                              |                         |                         |                    |
| 251 | 5          | "Oontz. Oontz. Oontz."                  | James Widdoes | Don Reo, Steve Tompkins, & Warren Bell - Jim Patterson, Tim Kelleher, & Saladin K. Patterson | 6.93                    | 27 de novembro de 2014  |                    |
| Ms. McMartin pede para Walden e Alan se eles iriam considerar a adoção de um menino de 6 anos chamado Louis, e define-se um julgamento de seis meses depois de aceitar. Walden se esforça muito para fazer Louis se sentir em casa, mas os dois não se dão tão bem quanto ele esperava. Depois de falar com Berta, que também era uma filha adotiva, Louis depois sobe na cama de Walden e pergunta se Walden vai fazê-lo sair após o fim de semana, como já aconteceu com Louis muitas vezes antes. Walden assegura Louis que ele pode ficar o tempo que ele quer. Louis, em seguida, se pergunta por que Alan não está na cama com Walden. - Primeira aparição de: Louis - Título de: Walden, imitando casa de música. |            |                                         |               |                                                                                              |                         |                         |                    |
| 252 | 6          | "Alan Shot a Little Girl"               | Jon Cyer      | Don Reo, Maria Espada Pearce, Nathan Chetty - Jim Patterson, Steve Tompkins, Warren Bell     | 8.10                    | 4 de dezembro de 2014   |                    |
| Ms. McMartin aprova Alan e Walden para promover Louis por seis meses, tendo em vista a adopção ele. Ela adverte que Louis, sendo um filho adotivo que se moveu em torno de um lote, pode ter alguns problemas de comportamento. Com certeza, Louis tenta manipular Alan para conseguir o que quer, o que faz com que Alan e Walden briguem quando Alan quebra as regras da Walden, a fim de ser o pai "legal". Após Louis continua a tentar conseguir o que quer por se recusar a colocar uma caixa de cereal volta no supermercado, Walden tem Alan usando um pouco de sua experiência anterior com Jake para corrigir a situação. Alan e Walden mantém o cereal para si na fim. - Título de: Louis, discutindo o comportamento de Alan pelo laser tag e expondo assim a mentira de Alan para Walden sobre onde eles estavam. |            |                                         |               |                                                                                              |                         |                         |                    |
| 257 | 7          | "Sex with an Animated Ed Asner"         | James Widdoes | Jim Patterson, Jim Vallely and Tim Kelleher - Don Reo, Matt Ross and Max Searle              | 9.30                    | 11 de dezembro de 2014  |                    |
| Enquanto Walden e Alan estão gostando de ser os pais a Louis, estão também cada vez mais exaustos pelo pouco dínamo e levá-lo a um centro de lazer coberto esperando que ele vai dar-lhes o tempo de inatividade, enquanto ele brinca com outras crianças. Alan acaba encontrando um trio de mães atraentes e trazem seus filhos para a casa de praia para sair. Alan atua o homem gay casado ao máximo e acaba tendo uma noite selvagem com duas das mulheres, enquanto Walden fica em casa para cuidar de um doente e Louis fica surpreso quando a outra mãe, Laurel, aparece. Ele diz a ela a verdade sobre ele e Alan e ela parece a aceitá-la; eles quase tem relações sexuais, mas Walden vai para cuidar de Louis e acaba caindo no sono ao lado dele. - Título de: Walden, que é divertido que mãe solteira Laurel tinha uma fantasia sexual sobre o personagem velho dublado por Ed Asner no filme Up. |            |                                         |               |                                                                                              |                         |                         |                    |
| iiii–254 | 8          | "Family, Bublé, Deep-Fried Turkey"      | James Widdoes | Warren Bell, Saladin K. Patterson, & Jim Vallely - Don Reo, Jim Patterson, & Steve Thompkins | 8.80                    | 18 de dezembro de 2014  |                    |
| É tempo de Natal e Rose se aproxima e lhe oferece ajuda, mas é recusada. que Louis não acredita em Papai Noel já que ele nunca o viu, de modo que Walden e Alan querem provar que ele existe a partir da contratação de um Papai Noel que será capturada em vídeo. Infelizmente, enquanto Alan e Walden estão na garagem montando a nova moto de Louis, o sexo entre Evelyn e o falso Papai Noel leva a uma viagem para a sala de emergência. Algum tempo depois, Louis não consegue dormir, e pede a Walden e Alan para ficar com ele; os dois acabam caindo no sono. Na parte da manhã, no entanto, eles descobrem que todos os presentes sob a árvore e um vídeo de Noel. Walden percebe que Rose foi responsável quando ele vê "Noel" saltando por cima do parapeito da varanda. Rose diz a Walden que ela realmente quer ser amigo dele, e surpreende Walden com um presente de Natal - um relógio cuco (que, desconhecido para Walden e Alan, é na verdade uma câmera espiã). - Título de: Walden, resumindo o tudo sobre o Natal. |            |                                         |               |                                                                                              |                         |                         |                    |
| 255 | 9          | "Bouncy, Bouncy, Bouncy, Lyndsey"       | ASD           | Jim Patterson, Tim Kelleher, & Saladin K. Patterson - Don Reo, Matt Ross, & Max Searle       | 10.07                   | 8 de janeiro de 2015    |                    |
| Laurel traz a filha para a casa de praia para um encontro de jogo com Louis. Após as crianças dormirem, ela e Walden tentar terem relações sexuais, mas Louis interrompe. Eles decidem mais tarde para obter um quarto de hotel, enquanto as babás assistem as crianças. Assim como eles estão ficando íntimos, Laurel sugere que Louis tennha a partilha de problemas ao Walden que retruca que a filha de Laurel é uma mordedora. Os dois discutem, em seguida, têm relações sexuais com raiva. Enquanto isso, Herb acabou de concluir o exame físico de Alan, e diz que Alan realmente precisa exercitar mais. Ele sugere para Alan vir à sua aula de ioga, que tem a vantagem de estar rodeado de mulheres quentes. Uma das "mulheres quentes" que vêem lá acaba por ser Lyndsey. Depois de Alan e Lyndsey discutirem um pouco, Herb pergunta se ele pode prosseguir com Lyndsey, dado que ela e Alan não estão mais juntos. Apesar de concordar que seria uma má ideia e uma violação do "código de brô" (bro= brother = irmão), Alan descobre que Herb, de fato, dormiu com Lyndsey quando ele vai se desculpar com ela mais tarde. - Título de: Alan, enquanto olha para uma mulher em um exercício de bola, antes de perceber que é Lyndsey. |            |                                         |               |                                                                                              |                         |                         |                    |
| 256 | 10         | "Here I Come, Pants!"                   | James Widdoes | Chuck Lorre, Don Reo, & Jim Patterson - Tim Kelleher, Matt Ross, & Max Searle                | 9.38                    | 9 de janeiro de 2015    |                    |
| Durante uma surpresa verificar-se que a Sra McMartin vê Laurel meio vestido saindo do quarto de Walden, e fica furiosa ao descobrir que ele e Alan estavam fingindo ser um casal gay. Ela pretende remover Louis da casa. Em uma tentativa desesperada de mudar sua mente, Alan tenta argumentar com ela, o que leva a que tenham sexo e a assistente social reclamando sobre sua vida e de trabalho. Walden fica arrasado por ter perdido Louis e, eventualmente, tem que dizer adeus quando a Sra McMartin vem para buscá-lo. No entanto, ela muda de ideia no último minuto ao ver o quão feliz Louis está com eles, e concorda em deixá-lo ficar o tempo que Alan e Walden lhe dizer não mais mentiras, a menos que seu chefe pergunte sobre elas. Ela e Alan acabam na cama de novo, com Alan pedindo-lhe que o primeiro nome dela. - Título de: Uma calças-justa de Walden, tentando esconder o seu segredo da Sra McMartin após Laurel chama para ele. |            |                                         |               |                                                                                              |                         |                         |                    |
| 257 | 11         | "For Whom the Booty Calls"              | James Widoes  | Warren Bell, Saladin K. Patterson, & Jim Vallely - Don Reo, Jim Patterson, & Steve Tompkins  | 3.13                    | 9 de janeiro de 2015    |                    |
| Alan dorme com Ms. McMartin novamente, e diz a Walden sobre isso na manhã seguinte. Walden está furioso, pensando que seu relacionamento pode prejudicar a adoção de Louis, que ainda está pendente. Walden se junta a um grupo de apoio de pais adotivos para que ele possa discutir suas preocupações. Ele e quatro membros do grupo se deram bem, e Walden está feliz por ter outros além de Alan para conversar. Quando o grupo se reúne na casa de praia, Walden fere os sentimentos de Alan, dizendo-lhe que ele preferiria ter Alan deixando algum o dia, em vez de se juntar ao grupo. Quando Alan se convida para juntar-se, no entanto, Walden se irrita quando o grupo começa a gostar de Alan. - Título de: Alan, gabando a Walden sobre dormir com a Sra McMartin. |            |                                         |               |                                                                                              |                         |                         |                    |
| 258 | 12         | "A Beer-Battered Rip-Off"               | James Widoes  | Don Reo, Jim Patterson, & Jeff Lowell - Matt Ross, Max Searle, & Nathan Chetty               | 9.71                    | 29 de janeiro de 2015   |                    |
| Lyndsey, retornando com algumas coisas de Alan, anuncia que está se afastando para um novo começo. Depois de dormir juntos, Alan pede para ela voltar a ficar juntos e ela diz que vai pensar sobre isso. Walden está preocupado desde que Alan também está dormindo com Srtª McMartin. Enquanto Alan e McMartin estão jantando, Lyndsey mostra-se furiosa por Alan não lhe ter dito que ele estava vendo outra pessoa. McMartin, também está furiosa com Alan, mostra-se no meio da noite para uma inspeção surpresa da casa de praia. Walden vai conversar com o aflito com McMartin, mas ele acaba dormindo com ela e ela torna-se convencido de que eles começaram um relacionamento. Alan parece ter ganho Lyndsey volta depois de aparecer na casa dela segurando uma citação boom-box. - Título de: Alan, discutindo o preço da tilápia no restaurante onde ele e McMartin estão jantando. |            |                                         |               |                                                                                              |                         |                         |                    |
| 257 | 13         | "Boompa Loved His Hookers"              | James Widdoes | Steve Tompkins, Warren Bell & Jeff Lowell - Don Reo, Jim Patterson & Nathan Chetty           | 9.39                    | 5 de fevereiro de 2015  |                    |
| Depois de Alan e Lyndsey se conciliar, ela começa a procurar um apartamento e em seguida, pede a Alan para morar com ela. No apartamento é bom o suficiente para Alan que então admite que o seu lugar perfeito é casa de praia de Walden. Lyndsey sai depois que ele escolhe a casa de praia em cima dela. Walden rompe-se mutuamente com McMartin e depois adota oficialmente Louis. Percebendo que os dois vão acabar juntos sozinhos e que suas mulheres são perfeitas para eles, Alan vai correndo atrás de Lyndsey no aeroporto e Walden pede a McMartin por outra chance. Ela concorda após ser música ao vivo de Michael Bolton. Alan acaba sendo atingido por um taser por um guarda TSA quando ele diz Lyndsey que ele ama ela. - Título de: O comentário de Walden sobre seu avô Hooker-loving. |            |                                         |               |                                                                                              |                         |                         |                    |
| 261 | 14         | "Don't Give a Monkey a Gun"             | James Widdoes | Don Reo, Jim Patterson & Tim Kelleher - Jim Vallely, Matt Ross & Max Searle                  | 9.33                    | 2 de fevereiro de 2015  |                    |
| Como ambos os casais estão se dando bem juntos, Walden decide que quer se divorciar de Alan e seguir em frente. Walden dá Alan um desejo, porque ele era um bom amigo em ajudá-lo adotar Louis. Alan recebe uma Ferrari, o que torna Lindsey louca, como ela e Walden acham que Alan deve ter desejado para algo que incluiu Lyndsey. Alan decide propor a Lindsey - especialmente depois de Walden oferecer para comprar o anel de noivado. Walden, por sua vez oferece nada além de apoio, mas, em seguida, entra em pânico que ele poderia realmente acabar sozinho, se ele permite que Alan se mude para fora. Alan propõe e Lyndsey na primeira chance, mas felizmente ela diz que sim ao ver o diamante enorme no anél. - Título de: O comentário de Walden sobre a doação de Alan a oportunidade de fazer escolhas pobres. |            |                                         |               |                                                                                              |                         |                         |                    |
| 261 | 15         | "Of Course He's Dead"                   | James Widdoes | Chuck Lorre, Lee Aronsohn, Don Reo & Jim Patterson                                           | 13.52                   | 13 de fevereiro de 2015 |                    |
| Alan tenta provar que Charlie está morto, a fim de recolher 2.5 milhões de dólares americanos no retorno de royalties, mas não possui senão a Palavra de Rose como prova. A evidência começa a montar que Charlie ainda está vivo. O dinheiro royalty é reivindicado, notas ameaçadoras são recebidos, e Jenny, Jake, Chelsea e os amigos de Charlie recebem cheques misteriosos para grandes quantias de dinheiro, juntamente com pedidos de desculpas por escrito. Alan recebe um pacote do correio dirigido a Charlie contendo uísque, charutos, e uma faca com a qual Charlie usou para perseguir Alan. Rose diz que Charlie ainda está vivo, explicando como, depois de pegá-lo batota, uma cabra salvo Charlie quando Rose atirou-o para o caminho de um trem, após o que Charlie é devolvido aos Estados Unidos e mantido em cativeiro. Evelyn e Rose, em seguida, võa para o esconderijo, enquanto Alan e Walden vão à polícia antes de encontrar a casa vandalizada com mais ameaças. Jake Harper cai e diz a Alan surpreso e Walden que ele deixou o Exército, agora está casado e vivendo no Japão, que transformou seu 250 mil para 2.5 milhões de dólares dos Estados Unidos em Vegas. A polícia diz ter capturado Charlie, mas o suspeito é Christian Slater. Alan, Walden e Berta relaxam em espreguiçadeiras enquanto eles fumam charutos de Charlie e beber seu uísque. Eles observam um helicóptero carregando um piano que se aproxima da casa. Charlie, é visto apenas de costas, se aproxima da porta da frente e o piano cai sobre ele. A câmera se afasta a partir do conjunto de onde o produtor Chuck Lorre está sentado, sobre a qual Lorre se vira e diz "vencedora", só para ter uma queda de piano sobre ele. - Título de: A resposta de Alan para Walden perguntando se ele tem certeza se Charlie está morto. |            |                                         |               |                                                                                              |                         |                         |                    |